# جيمي ليتل (معلقة رياضية)
جيمي ليتل (بالإنجليزية: Jamie Little)‏ هي معلقة رياضية أمريكية، ولدت في 9 أبريل 1978 في سووث لاك تاهوي في الولايات المتحدة.